# 神内ファーム21
神内ファーム21株式会社（じんないファームにじゅういち、登記社名: 神内ファーム二十一株式会社）は北海道浦臼町にある酪農会社である。

## 概要
創業者である神内良一は香川県の農家に生まれ、北海道根室市の原野で農地開拓を目指していたが、戦後の混乱期や北海道特有の冷害などにより食糧難に陥ったことから一度は断念した。しかし、消費者金融「プロミス」（現SMBCコンシューマーファイナンスのブランド）の創業後も農業への思いが強く断ち切れず、プロミスの会長を退位した1997年に自らの私財を投じて農地開拓と農業への貢献を目的として当社を設立した。
スキー場とゴルフ場の開発計画に失敗し1998年に解散した第三セクター「ウラウスリゾート開発公社」の旧所有地を含む農地280ヘクタール・山林320ヘクタールの敷地で1998年春に着工し1999年8月15日に竣工。
その後も、2003年に21世紀型農業企業モデルの実現を目指すため、「財団法人北海道農業企業家研究所」を設立、2005年には「神内ファーム夢現塾」をそれぞれ設立し、農業後継者育成に尽力する。
2010年台前半にはマンゴーや赤毛和牛の栽培・飼育・製造販売を手掛けていた。また2013年より北海道出身の高橋惠子をイメージキャラクターに迎えたテレビコマーシャルがフジテレビの火曜夜9時の連続ドラマと金曜プレステージにて30秒ずつ放送されていた。
創業者の神内が香川県出身であるという縁から、同じ香川県を本拠とするJリーグ・カマタマーレ讃岐のメインスポンサーを2014年から2017年まで務めた。
2017年の創業者神内の死後は冬採りマンゴーの生産撤退や直売所の閉店などリストラを進め、2018年5月には神内の妻である神内良子が保有していた全株式を取引のあったエスフーズの村上真之助社長に譲渡した。